# Bristol Harbour Railway
Die Bristol Harbour Railway war eine Eisenbahngesellschaft in Bristol in South West England.
Die Bristol Harbour Railway wurde am 28. Juni 1866 gegründet um eine 1,6 Kilometer lange Bahnstrecke von der Great-Western-Railway-Strecke am Bahnhof Temple Meads in den Hafen Wapping Wharf zu bauen. Die Gesellschaft war im Besitz der Great Western Railway (GWR), der Bristol and Exeter Railway (B&ER) und der Bristol City Corporation. Am 1. Mai 1872 wurde die Strecke eröffnet. Der Betrieb erfolgte durch die Eigentümer gemeinsam. Ab dem 30. Juni 1874 teilten sich die GWR und die B&ER die Kontrolle.
Im Rahmen der Übernahme der B&ER am 1. August 1876 wurde auch die Bristol Harbour Railway durch die GWR übernommen. Am 4. Oktober 1906 wurde die Strecke bis in die Canons Marsh verlängert.
Heute betreibt das Bristol Industrial Museum unter dem Namen Bristol Harbour Railway eine Museumsbahn im Hafen von Bristol.